# 田井真孫
田井 真孫（たい しんそん、1903年8月12日 - 1973年2月19日）は、日本のジャーナリスト、コラムニスト。
東京生まれ。法政大学経済学部卒。報知新聞などの記者を七年務める。1941年法政大学教授になるが、大日本言論報国会などで活動し、戦後公職追放となる。野村胡堂に師事し捕物作家クラブ幹事長を7年、「日本教育新聞」編集局長を一年務めた。「日本海事新聞」にコラム「うきぶくろ」を連載。大衆文学研究会会員。劇作家、脚本家の田井洋子は妹。時代考証家の田井友季子は妻。

## 著書
- 『国旗「日の丸」』社会教育研究会編 印刷庁 1951
- 『色模様江戸から東京へ』20世紀社 1956
- 『烏城おぼろ月』桃源社 1959
- 『うきぶくろ』日本海事新聞社 1968